# Тондіраба
59°26′01″ пн. ш. 24°52′01″ сх. д. / 59.43361° пн. ш. 24.86694° сх. д.
Тондіраба (ест. Tondiraba — «верхове болото Тонді») — мікрорайон у районі Ласнамяє міста Таллінн. Його населення складає всього 4 чоловіки (1 січня 2014)..
Основними вулицями є Лаагна теє, Тяхесаю теє, Таеваківі, Осмуссааре, Куллі та Петербурі теє. В мікрорайоні курсують автобусні маршрути номер 7, 13, 35, 49, 50, 51, 54, 55, 58, 67, 68. В мікрорайоні розташовані великі торгові центри — Lasnamäe keskus, Bauhaus, Tähesaju city.

## Історія

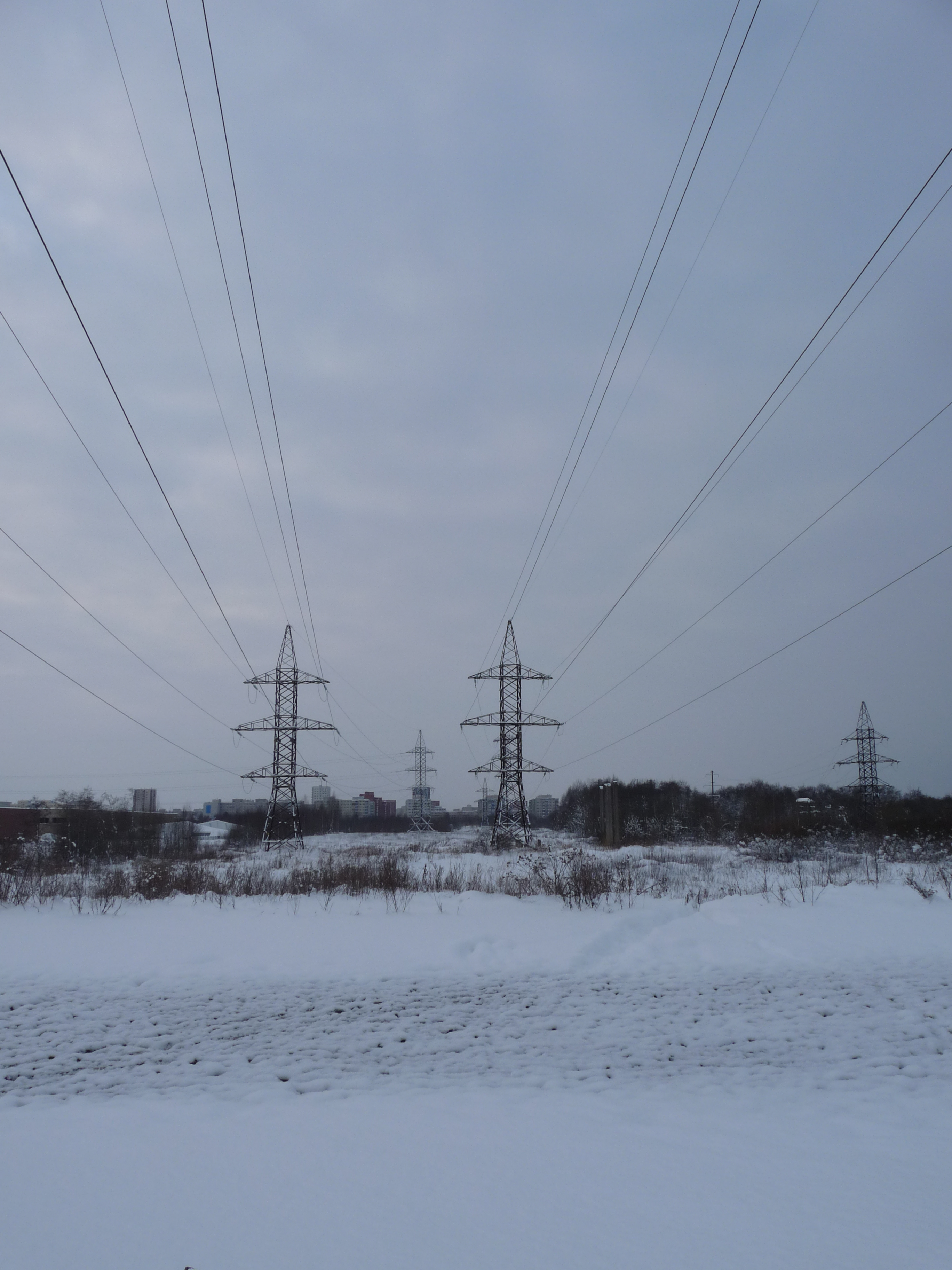
Тондіраба

Мікрорайон названий на честь великого верхового болота Тонді, яке тут знаходилось раніше. Болото утворилось з озера, яке в свою чергу з'явилось в 9100-7800-х роках до нашої ери в результаті зниження рівня моря.
В 1916 році на території болота почався активний видобуток торфу. В результаті будівництва вулиці Лаана в 1980-х роках, ґрунт висох, болотний ландшафт був знищений і земля заросла чагарником. З рослин, що під охороною в Тондіраба ростуть Коручка болотна і Зозульки травневі.
При будівництві вулиці Лаагна в 1983 році, на шарі вапняку геологами був виявлений кратер метеорита. На його честь названі вулиці Tähesaju («Зіркопадаюча») і Taevakivi («Небесний камінь»), а також автобусні зупинки Lendtähe («Падаюча зірка») і Sabatähe («Хвостата зірка»). В майбутньому кратер планується експонувати як пам'ятку.